# Rafael Álvarez Lara
Rafael Álvarez Lara (Castillo de Locubín, Jaén, 10 d'octubre de 1902 – Almería, 15 de desembre de 1996) fou un sacerdot catòlic espanyol, bisbe de Guadix i bisbe de Mallorca.
Llicenciat en Filosofia, Teologia i Dret Canònic per la Universitat Pontifícia de Comillas a Cantàbria, fou ordenat sacerdot el juliol del 1927. En la seva diòcesi va exercir el càrrec de professor de Metafísica al Seminari de Jaén i coadjutor de la parròquia del Sagrario. Posteriorment, va ser rector de la parròquia de San José de Linares (Jaén), al barri miner de Cantarranas, on a l'inici de la Guerra Civil espanyola, va ser detingut i empresonat, tot i que va poder sortir amb vida gràcies als bons oficis del director de la presó i a l'ajuda dels seus feligresos. Acabada la contesa, fou nomenat arxipreste de Santa Maria al mateix Linares, on va destacar per la seva promoció de l'Acció Catòlica. L'any 1943 fou nomenat bisbe de Guadix (Granada), on dugué a terme una gran tasca pastoral, restaurant els danys causats per la Guerra Civil i impulsant variades activitats de tipus social. Al bisbat de Guadix, a més de crear organismes diocesans, potenciar el Seminari, difondre l'Acció Catòlica i fomentar les comunitats de vida consagrada, es va enfrontar amb l'enorme atur que en aquells anys hi havia a Guadix. En aquest sentit, va fundar el Patronat del Sagrat Cor, que va donar feina a centenars de persones durant molts anys. El 1953 va aprovar a la diòcesi una nova fundació religiosa, la dels Germans Fossores de la Misericòrdia, dedicada a l'atenció i cura espiritual dels cementiris.
El març de 1965 va ser traslladat a la diòcesi de Mallorca. Durant alguns anys, entre 1966 i 1969, exercí també el càrrec d'administrador apostòlic de la Diòcesi de Menorca. A Mallorca creà noves parròquies i va promoure la reforma promoguda pel Concili Vaticà II. El 1969 va erigir en pia unió l'Institut apostòlic 'Verbum Dei', fundat pel sacerdot Jaime Bonet Bonet. Per raons de salut li fou acceptada la seva dimissió el 1973, i en morir era, per la seva edat, el degà dels bisbes espanyols. Fou enterrat, d'acord amb el seu desig, a la cartoixa de Jerez de la Frontera, a Cadis, lloc al qual solia retirar-se amb freqüència.
El 2012 es publicà una biografia de la seva persona, titulada "Rafael Álvarez Lara: obispo de Guadix y Mallorca: un hombre de Dios".